# Димитров, Мартин (математик)
Мартин Димитров Кассабов (болг. Мартин Димитров Кассабов; род. 1977 Болгария) — болгарский математик, специалист по комбинаторной теории групп.

## Биография
Мартин Кассабов получил степень магистра в Софийском университете в 1998 году. Сдал диссертацию в Йельском университете (научный руководитель Е. И. Зельманов). Работает ассистентом профессора Х. К. Вана в Альбертском университете с 2004 года.
Докладчик на Международном конгрессе математиков 2007-2008 гг., в том же году стал лауреатом премии Института математики и информатики Болгарской академии наук. С 2015 года член Американского математического общества.